# ネジマガキ属
ネジマガキ属（ネジマガキぞく／捩じ籬属）、学名 Gibberulus はソデボラ科に分類される巻貝の属。インド太平洋に分布し、現生種4種が区別されている。属のタイプ種はホンネジマガキ。属名はラテン語の gibber（せむし）＋ -ulus（指小辞）。
本来であればタイプ種の名を採りホンネジマガキ属というべきだが、ホンネジマガキは日本に分布せず、代わりに近縁のネジマガキが分布するため、属和名も日本人に身近なネジマガキの名が付けられた。

## 概要
従来のこの属に分類される種はタイプ種のホンネジマガキ1種のみとされ、その下に生息海域や形質の違いによって3亜種が区別されてきた。すなわちインド洋に分布する名義タイプ亜種のホンネジマガキ、太平洋に分布の中心があるネジマガキ、および紅海周辺に分布するコウカイネジマガキの3亜種である。これに対し、本属の見直しをした Maxwell ら（2021）はこれらの3亜種をそれぞれ独立種と見なすとともに、第4の種として Gibberulus dekkersi を新たに記載し、本属の構成種を1種3亜種から4種に変更した。それによれば日本にはネジマガキ G. gibosus（奄美諸島以南）と G. dekkersi （日本では南鳥島のみ）の2種が分布するとされる。

## 構成種
- Gibberulus albus (Mörch, 1850)　コウカイネジマガキ
  - （タイプ産地）紅海
  - （分布）紅海、アデン湾、オマーンなど。
  - （特徴）肩がやや強く角張り、通常殻口内面は紅色に染まる。
- Gibberulus dekkersi  S. J. Maxwell, Hernandez Duran, Rowell & Rymer, 2021
  - （タイプ産地）Green Island, Queens-land（南緯16度45分00.00秒 東経145度58分00.00秒 / 南緯16.7500000度 東経145.9666667度）
  - （分布）日本（南鳥島）以南の太平洋西部（マリアナ諸島、パプアニューギニア、オーストラリア北東部、ミクロネシア、メラネシア、ポリネシアなど）[1]。
  - （特徴）次体層は他種に比べて不釣り合いに大きく膨れる。また他種に見られる次体層の縦張肋や体層の螺脈が本種では発達しない。色彩はネジマガキに共通する。
- Gibberulus gibberulus (Linnaeus, 1758)　ホンネジマガキ
  - （タイプ産地）ザンジバル
  - （分布）インドネシア〜アフリカ西岸のインド洋（インドネシア、アンダマン・ニコバル諸島、スリランカ、モルジブ、セーシェル、モーリシャス、マダガスカル、タンザニア、モザンビークなど）。
  - （特徴）初層部の螺状彫刻は不顕著。体層背面の螺条は顕著。通常殻口内面は紫に染まる。インドネシアではネジマガキと同所的に生息し、これらの雑種と思われるものもあるという[1]。

- Gibberulus gibbosus (Röding, 1798)　ネジマガキ
  - （タイプ産地）フィリピン セブ島
  - （分布）日本（奄美群島以南[2]）以南の太平洋西部〜東南アジア（台湾、フィリピン、ベトナム、ボルネオ島、スラウェシ島、ジャワ島、パラオ、パプアニューギニア、ビスマルク諸島、ソロモン諸島、ニューカレドニアなど）。
  - （特徴）初層部の螺状彫刻は顕著。体層背面の螺条は弱い。殻口内面は紫、オレンジ色、あるいは白色。インドネシアではホンネジマガキと同所的に生息し、これらの雑種と思われるものもあるという[1]。